# Astonishing X-Men
Astonishing X-Men è una serie a fumetti pubblicata negli Stati Uniti d'America dalla Marvel Comics. La serie è stata rilanciata varie volte, le prime due furono delle miniserie, mentre la terza, benché programmata inizialmente per essere una miniserie come le altre, grazie al successo di critica e pubblico divenne una serie regolare edita dal 2004 al 2013; nel 2017 è esordita una seconda serie regolare.

## Storia editoriale

### Prima serie
Sceneggiata da Scott Lobdell e illustrata da Joe Madureira la prima Astonishing X-Men fu una miniserie di quattro numeri che rimpiazzò temporaneamente Uncanny X-Men durante il crossover L'Era di Apocalisse nel 1995, anno durante il quale le testate dedicate ai mutanti assunsero nuovo nome e numerazione. Nell'universo parallelo al centro della narrazione, Xavier fu ucciso dal figlio Legione e Magneto fondò gli X-Men portando avanti il suo sogno. Tuttavia, assieme ai suoi allievi fu incapace di contrastare l'ascesa al potere del malvagio Apocalisse.

### Seconda serie
La seconda serie fu pubblicata nel 1999 sceneggiata da Howard Mackie ed illustrata da Brandon Peterson. La trama prese il via dopo che molti X-Men lasciarono il gruppo a seguito di divergenze con Xavier ed un piccolo team decise di proteggere i Manniti, gruppo di bambini potenziati grazie all'ingegneria genetica, dalla minaccia di Morte, cavaliere di Apocalisse. Durante lo scontro finale Wolverine perì per mano del malvagio, ma alla fine si scoprì che Morte altri non era se non un Wolverine controllato mentalmente e che quello deceduto era un mutaforma Skrull.

### Terza serie

#### Whedon e Cassaday
Nel 2004 la Marvel decise di rilanciare Astonishing X-Men affidandola allo scrittore Joss Whedon e al disegnatore John Cassaday. Sommariamente la serie sarebbe dovuta essere una continuazione di quella iniziata da Grant Morrison durante la sua gestione degli X-Men e difatti al suo interno vi si ritrova lo stesso cast con cui lavorò, ma in realtà vennero sviluppate nuove trame e relazioni sia all'interno che all'esterno del gruppo. Il cast e la serie divennero inoltre protagonisti di eventi quali L'ultimo canto di Fenice e Il canto di guerra di Fenice. La serie venne slegata dalla continuity ufficiale e molti eventi come House of M, la decimazione e Civil War furono ignorati per assecondare il volere di Whedon che preferiva non essere appesantito da altre storie ed eventi.
- Talenti (Gifted). Qui si assiste alla scoperta di una "cura" per il gene-X, al ritorno del draghetto Lockheed ed alla resurrezione di Colosso, oltre che all'entrata in scena di Ord di Breakworld, dello S.W.O.R.D., dell'agente speciale Abigail Brand e di Corazza.
- Pericoloso (Dangerous). Qui si assiste alla "nascita" di Danger, Stanza del Pericolo incarnata, ed allo scontro di questa con gli X-Men prima e con Xavier poi e all'entrata in scena di Blindfold.
- Lacerati (Torn). Qui si assiste al ritorno del Club infernale, alla scoperta che Cassandra Nova viene tenuta prigioniera nei sotterranei dell'istituto, al tradimento più o meno apparente di Emma Frost nei confronti degli X-Men e alla lobotomia a cui sottopone Ciclope per privarlo dei suoi poteri oltre che all'inizio della relazione fra Kitty e Peter.
- Inarrestabile (Unstoppable). Qui si assiste al viaggio degli X-Men, Ord, Danger e lo S.W.O.R.D. verso Breakworld, pianeta che verrà distrutto da Colosso secondo una profezia, alla morte e resurrezione di Ciclope, all'alleanza che i mutanti stringono con Danger, al salvataggio di Breakworld e alla scomparsa nello spazio di Kitty dopo aver salvato la Terra.

#### Ellis, Bianchi, Jimenez e Andrews
Al San Diego Comicon del 2007, la Marvel annunciò che al termine del loro ultimo arco narrativo, Whedon e Cassaday avrebbero lasciato il posto al nuovo team creativo composto dall'inglese Warren Ellis (testi) e dall'italiano Simone Bianchi (disegni). Prevista per l'inizio del 2008, la prima uscita del nuovo duo slittò alla fine dell'estate dello stesso anno per disguidi dovuti alla pubblicazione dell'ultimo numero della precedente gestione. Per il secondo arco narrativo, Simone Bianchi venne sostituito dal californiano Phil Jimenez, mentre l'ultimo venne disegnato da Kaare Andrews.
- Ghost Box. Qui si assiste all'entrata in squadra di Tempesta, alla presunta invasione della Terra da parte di mutanti provenienti da altre dimensioni, alla creazione di mutanti artificiali da parte di Forge ed alla sua presunta morte.
- Exogeno (Exogenetic). Qui si assiste alla ricomparsa della Covata, all'utilizzo di mutanti deceduti come Sentinelle, alla ricombinazione genetica di DNA di vari nemici passati degli X-Men con armi tecnologiche e all'entrata in scena del deforme scienziato Kaga (nato dopo il disastro nucleare di Hiroshima) che mira alla distruzione in toto dei mutanti.
- Xenogenesis. Qui si assiste alla comparsa in un villaggio africano di neonati dotati di superpoteri, alle ricerche effettuate da Bestia e da Muntantes Sans Frontiéres per determinare la presenza di un possibile gene-X nel loro DNA e all'approdo su Terra-616 delle Furie provenienti da una delle Ghost Box (le cui radiazioni sono responsabili delle mutazioni indotte nei neonati).

#### Way, Gage e Pak
Al New York Comicon del 2010, la Marvel annunciò che al termine della gestione Ellis il titolo sarà preso in consegna per quattro numeri dallo sceneggiatore Daniel Way per i disegni di Jason Pearson. Durante la pubblicazione, presumibilmente per ritardi di consegna, l'artista è stato affiancato dall'italiana Sara Pichelli e interamente sostituito per gli ultimi due numeri dal canadese Nick Bradshaw. Contemporaneamente un altro arco narrativo vedeva la luce sulla stessa testata intrecciandosi a quello di Way: scritto da Christos Gage e disegnato da Juan Bobillo portò in scena una breve avventura in tre parti con differenti personaggi. Al termine delle due gestioni, lo sceneggiatore James Asmus ed il disegnatore David Yardin realizzarono un numero mettendo in scena un'avventura in cui figuravano solo due degli storici personaggi normalmente presenti nella testata. Sfruttando l'iniziativa Regenesis del 2011, per quattro numeri la testata passò nelle mani di Greg Pak (testi) e Mike McKone (disegni) che misero in scena un'avventura in solitaria di Ciclope in una dimensione alternativa..
- Mostruoso (Monstrous). Qui si assiste alla morte della madre e del fratello di Corazza che comporta l'aumento dei suoi poteri, ad una spedizione della Roxxon sull'isola dei mostri guidata da Mentallo che prende poi il controllo dei mostri uccidendo i suoi collaboratori, alla richiesta di un riscatto per far riavere alla compagnia l'isola (sotto la quale si trova un enorme giacimento di petrolio), all'intervento degli X-Men che riescono a fermarlo ed alla sua morte per mano di uno dei mostri che gli lascia cadere sopra un container con dentro i soldi chiesti.
- Soccorso spaziale (Meanwhile). Qui si assiste all'occupazione della Covata della stazione spaziale Vaso di Pandora di proprietà dello S.W.O.R.D., alla missione di salvataggio guidata dall'agente Brand fallita quando sono stati sopraffatti dagli alieni, alla richiesta di aiuto di Bestia a Shadowcat, Colosso e Tempesta, alla riconciliazione fra Kitty e Lockheed, all'arrivo degli X-Men sulla stazione spaziale ed alla scoperta che tutti a bordo sono infetti, all'identificazione di un membro benevolo della Covata con il quale gli X-Men si alleano riuscendo a sconfiggere le due regine, all'utilizzo della macchina sviluppata su Pandora per estrarre le larve dagli ospiti, all'accordo fra lo S.W.O.R.D. e la restante Covata di riportarli nel loro sistema natale ed alla promessa di Tempesta di dare una casa al membro benevolo.
- Sussurri Meccanici (Whispering Machines). Qui si assiste alla riscossione del favore che Emma Frost doveva a Danger sin da Breakworld, all'irruzione delle due sul Quincarrier dei Vendicatori Segreti per rispondere ad S.O.S. inviato da una I.A. prigioniera, alla scoperta che l'I.A. è il malvagio Machinesmith, alla scoperta della loro presenza da parte di Bestia, all'eliminazione di Machinesmith dopo che aveva cercato di liberarsi dalla sua prigione prendendo possesso del corpo di Danger.
- Esaltato (Exalted). Qui si assiste al rapimento di Ciclope da parte di una Tempesta di una dimensione alternativa, all'utilizzo dei suoi poteri per alimentare un macchinario in grado di impedire la distruzione della Terra, alla scoperta che gli X-Men di questa dimensione rapivano i mutanti più potenti da altre dimensioni con lo stesso scopo, alla fuga di Ciclope assieme ad alcuni alleati, allo scontro con il malvagio "salvatore" che si rivela essere Xavier, all'imminente fine del mondo, al ritorno di Ciclope su Utopia dopo essere stato rassicurato da uno dei compagni che penseranno loro a salvare il pianeta ed i suoi abitanti.

#### Liu, Perkins e Walta
Sfruttando l'onda lunga dell'annuncio del crossover Avengers vs. X-Men, nel dicembre 2011, e poche settimane dopo la chiusura della testata X-23, la Marvel rivela al pubblico che dopo essere passata di mano a vari autori Astonishing X-Men a partire dal n. 48 (marzo 2012) viene stabilmente affidata alla sceneggiatrice Marjorie Liu coadiuvata dal disegnatore Mike Perkins, che si alternerà con Gabierl Hernandez Walta. Al termine del crossover X-Termination con X-Treme X-Men e Age of Apocalypse, la testata chiuderà i battenti con il n. 68 (ottobre 2013).

### Quarta serie
Nel 2017, dopo l'evento ResurrXion che ha rilanciato le testate degli X-Men e degli Inumani, la serie venne rinnovata con Astonishing X-Men (vol. 4), incentrata su un gruppo composto da Rogue, Gambit, Vecchio Logan, Mystica, Fantomex, Alfiere, Arcangelo e Psylocke.

## Formazione
| Numeri                   | Personaggi prima serie |
| ------------------------ | --- |
| 1-4                      | Banshee, Blink, Dazzler, Exodus, Magneto, Morph, Quicksilver, Rogue, Sabretooth, Sole Ardente, Tempesta, Uomo Ghiaccio, Wildchild |
|                          | Personaggi seconda serie |
| 1-3                      | Arcangelo, Cable, Ciclope, Fenice, Wolverine, X-Man                                                                               |
|                          | Personaggi terza serie |
| 1-3                      | Bestia, Ciclope, Emma Frost, Lockheed Shadowcat, Wolverine                                                                        |
| 4-19                     | Bestia, Ciclope, Colosso, Emma Frost, Lockheed, Shadowcat, Wolverine                                                              |
| 20-24, (Giant-Size n. 1) | Bestia, Ciclope, Colosso, Corazza, Emma Frost, Shadowcat, Wolverine                                                               |
| 25-35                    | Bestia, Ciclope, Corazza, Emma Frost, Tempesta, Wolverine                                                                         |
| 36-37, 39, 41            | Ciclope, Corazza, Emma Frost, Wolverine                                                                                           |
| 38, 40, 42               | Bestia, Colosso, Lockheed, Shadowcat, Tempesta                                                                                    |
| 43                       | Bestia, Danger, Emma Frost |
| 44-47                    | Ciclope |
| 48-56, (Annual n. 1)     | Gambit, Karma, Northstar, Cecilia Reyes, Uomo Ghiaccio, Warbird, Wolverine                                                        |
| 57-58                    | Gambit, Karma, Northstar, Cecilia Reyes, Warbird, Wolverine                                                                       |
| 59-68                    | Gambit, Karma, Northstar, Cecilia Reyes, Uomo Ghiaccio, Wolverine                                                                 |